# Villers-au-Flos
 Villers-au-Flos  es una población y comuna francesa, situada en la región de Norte-Paso de Calais, departamento de Paso de Calais, en el distrito de Arras y cantón de Bapaume.

## Demografía
| 231 | 237 | 202 | 187 | 192 | 196 |
| Para los censos de 1962 a 1999 la población legal corresponde a la población sin duplicidades (Fuente: INSEE [Consultar]) |     |     |     |     |     |